# Wieża ciśnień Borek we Wrocławiu
Wieża ciśnień Borek – historyzująca wieża ciśnień o wysokości całkowitej 62 m, zlokalizowana na osiedlu Borek we Wrocławiu. Oficjalny adres wieży to ul. Sudecka 125a, jednak znajduje się ona na pasie rozdzielającym jezdnie al. Wiśniowej w ciągu obwodnicy śródmiejskiej. W 2/3 wysokości (na wys. 42 m) znajduje się galeryjka widokowa, z której można było niegdyś za drobną opłatą oglądać panoramę miasta, a także – przy dobrej pogodzie – odległą o 30 kilometrów Ślężę, a nawet leżące 100 kilometrów dalej Karkonosze.
Wybudowana została w latach 1904-1905 według projektu Karla Klimma (zatwierdzonego w sierpniu 1903) na południowych obrzeżach miasta, a w 1906 udostępniona zwiedzającym. Zdobiące wieżę rzeźby w piaskowcu, w tym Źródło Nimfa i Tryton, wykonali: Ignatius Taschner i Robert Bednorz. Od 1908 personel wieży wciągał na jej szczycie czerwoną flagę w dniach, kiedy warunki atmosferyczne zapewniały dobrą widoczność; opłata za wjazd windą na galerię widokową wynosiła 10 fenigów. W czasie oblężenia Festung Breslau w 1945 odgrywała rolę punktu obserwacyjnego do kierowania ogniem. Od II wojny światowej do lat 90. wieża nie była konserwowana (nie wykorzystywano też jej walorów turystycznych), choć zbiorniki wykorzystywano jeszcze do połowy lat 80. w systemie wodociągów miejskich. W końcu lat 90. wieża została wykupiona przez Stephan Elektronik Investment. Na podstawie projektu Wacława Bieniasza-Nicholsona przekształcono ją w kompleks restauracji o nazwie "Wieża Ciśnień". 
Wieża reprezentuje formy stylowe późnego eklektyzmu z elementami secesji w ornamentyce i rzeźbie, mieszając formy neogotyckie (sklepienie pod zbiornikiem) z neoromańskim stylem wilhelmińskim. Konstrukcja wymurowana z cegły klinkierowej. Pierwsze dwie kondygnacje służyły początkowo jako mieszkania dla obsługi technicznej wieży, obecnie przekształcone w pomieszczenia użytkowe wraz ze znajdującym się nad nimi poddaszem. Zbiornik wody znajdował się niegdyś w podpartej na dziewięciu filarach ośmiobocznej części nakrytej dachem namiotowym, na szczycie którego umieszczono masywny hełm o cechach secesyjnych. Środkowy słup zawierający dawniej wodociąg mieści obecnie jedną z wind (druga, wraz z klatką schodową, jest w bocznej wieżyczce). Wieża została wpisana do rejestru zabytków dnia 19 października 1978 roku. Obecnie wieża jest zamknięta dla zwiedzających.